# دوبال‌میوه بورنئو
دوبال‌میوه بورنئو (نام علمی: Dipterocarpus borneensis) نام یک گونه از سرده دوبال‌میوه‌ها است.